# Oleksandr Batyschev
Oleksandr Batyschev (tiếng Ukraina: Олександр Володимирович Батищев; sinh 14 tháng 9 năm 1991 ở Rubizhne, Luhansk, Ukraina) là một tiền vệ bóng đá Ukraina thi đấu cho FC Gomel.
Batyschev là sản phẩm của hệ thống trẻ của hệ thống thể thao FC Stal Alchevsk.